# Piłka nożna w Polsce (2017/2018)
| Mistrzostwa Polski                                                                           | Mistrzostwa Polski                          |
| -------------------------------------------------------------------------------------------- | ------------------------------------------- |
| 1 miejsce - Mistrz Polski                                                                    | Legia Warszawa                              |
| 2 miejsce - Wicemistrz Polski                                                                | Jagiellonia Białystok                       |
| 3 miejsce                                                                                    | Lech Poznań                                 |
| Król strzelców ekstraklasy                                                                   | 24 - Carlitos (Wisła Kraków)                |
| Klub 100 - Klub 300 - Tabela wszech czasów Ekstraklasy w piłce nożnej                        |                                             |
| Europejskie Puchary                                                                          |                                             |
| Liga Mistrzów UEFA (2017/2018)                                                               | Legia Warszawa (mistrz 2016/2017)           |
| Liga Europy UEFA (2017/2018)                                                                 | Jagiellonia Białystok (2 miejsce 2016/2017) |
| Liga Europy UEFA (2017/2018)                                                                 | Lech Poznań (3 miejsce 2016/2017)           |
| Liga Europy UEFA (2017/2018)                                                                 | Arka Gdynia (puchar 2016/2017)              |
| UEFA - Współczynnik UEFA - Statystyki występów polskich klubów w europejskich pucharach UEFA |                                             |
| Puchar Polski / Superpuchar Polski                                                           |                                             |
| Puchar Polski w piłce nożnej (2017/2018)                                                     |                                             |
| 1 miejsce - Zdobywca                                                                         | Legia Warszawa                              |
| 2 miejsce - Finalista                                                                        | Arka Gdynia                                 |
| Superpuchar Polski 2018                                                                      | Arka Gdynia                                 |

| Poziomy rozgrywkowe w sezonie 2017/2018 | Poziomy rozgrywkowe w sezonie 2017/2018 | Poziomy rozgrywkowe w sezonie 2017/2018                                 | Poziomy rozgrywkowe w sezonie 2017/2018                                                                                             |
| --- | --------------------------------------- | ----------------------------------------------------------------------- | --- |
| Centralne | I                                       | Ekstraklasa w piłce nożnej (2017/2018)                                  | Bruk-Bet Termalica Nieciecza, Sandecja Nowy Sącz                                                                                    |
| Centralne | II                                      | I liga polska w piłce nożnej (2017/2018)                                | Miedź Legnica, Zagłębie Sosnowiec · Pogoń Siedlce, Górnik Łęczna, Olimpia Grudziądz, Ruch Chorzów                                   |
| Centralne | III                                     | II liga polska w piłce nożnej (2017/2018)                               | GKS 1962 Jastrzębie, ŁKS Łódź, Warta Poznań, Garbarnia Kraków · MKS Kluczbork, Wisła Puławy, Gwardia Koszalin, Legionovia Legionowo |
| Makroregionalne | IV                                      | III liga polska w piłce nożnej (2017/2018) · 4 grupy: I - II - III - IV | Widzew Łódź, Elana Toruń, Skra Częstochowa, Resovia                                                                                 |
| Okręgowe (16 okręgów) | V                                       | IV liga polska w piłce nożnej (2017/2018) · 21 Grup                     | |
| Okręgowe (16 okręgów) | VI                                      | Klasa Okręgowa                                                          | |
| Okręgowe (16 okręgów) | VII                                     | Klasa A                                                                 | |
| Okręgowe (16 okręgów) | VIII                                    | Klasa B                                                                 | |
| Okręgowe (16 okręgów) | IX                                      | Klasa C                                                                 | |
| System ligowy piłki nożnej w Polsce - Tabela wszech czasów polskiej I ligi piłkarskiej - Tabela wszech czasów polskiej II ligi piłkarskiej |                                         |                                                                         | |
| IV Liga grupy: dolnośląska - kujawsko-pomorska - lubelska - lubuska - łódzka - małopolska - mazowiecka - opolska - podkarpacka - podlaska - pomorska - śląska I - śląska II - świętokrzyska - warmińsko-mazurska - wielkopolska - zachodniopomorska                               |                                         |                                                                         | |
| Okręgowe rozgrywki - 16 województw (OZPN): dolnośląskie - kujawsko-pomorskie - lubelskie - lubuskie - łódzkie - małopolskie - mazowieckie - opolskie - podkarpackie - podlaskie - pomorskie - śląskie - świętokrzyskie - warmińsko-mazurskie - wielkopolskie - zachodniopomorskie |                                         |                                                                         | |

| Rozgrywki młodzieżowe / Mistrzostwa Polski juniorów w piłce nożnej | Rozgrywki młodzieżowe / Mistrzostwa Polski juniorów w piłce nożnej                                                         | Rozgrywki młodzieżowe / Mistrzostwa Polski juniorów w piłce nożnej |
| ------------------------------------------------------------------ | --- | ------------------------------------------------------------------ |
| Centralna Liga Juniorów w piłce nożnej                             | Centralna Liga Juniorów w piłce nożnej (2017/2018) Lech Poznań Cracovia Legia Warszawa i Śląsk Wrocław                     |                                                                    |
| Centralna Liga Juniorów w piłce nożnej                             | Centralna Liga Juniorów w piłce nożnej U-17 (2017/2018) Jagiellonia Białystok Pogoń Szczecin Korona Kielce i Śląsk Wrocław |                                                                    |
| Piłka nożna kobiet w Polsce                                        | |                                                                    |
| Ekstraliga polska w piłce nożnej kobiet                            | Ekstraliga polska w piłce nożnej kobiet (2017/2018) · Górnik Łęczna · Czarni Sosnowiec · Medyk Konin                       |                                                                    |

Inne:

- Ekstraklasa w futsalu